# José Moreno Hernández
José Moreno Hernández (* 7. August 1962 in French Camp, Kalifornien) ist ein ehemaliger US-amerikanischer Astronaut.

## Leben

### Jugend und Studium
Hernández stammt aus einer mexikanischen Bauernfamilie, die den Winter über in Michoacán lebte, von März bis November aber als Wanderarbeiter durch Kalifornien zog. Die Kinder gingen dort auch in örtliche Schulen, mussten aber in den Sommerferien an sieben Tagen in der Woche auf den Feldern arbeiten. Ein Lehrer überredete Hernández’ Vater, sich niederzulassen, und so blieb die Familie in Stockton. Erst im Alter von 12 Jahren lernte José englisch.
Als Kind lebte Hernández meistens die eine Hälfte des Jahres in La Piedad und die andere Hälfte in Stockton.
Seine erste Erinnerung an den Weltraum handelt von der Einstellung des Fernsehers, um die Apollo-17-Mission im Jahr 1972 zu verfolgen.
José Hernández nahm während der High School an Upward Bound teil, einem Programm, das Schüler auf das College vorbereitet. Er absolvierte die Franklin High School in Stockton. Während seines Studiums war er am MESA-Programm (Mathematics, Engineering, Science Achievement) beteiligt, einem akademischen Vorbereitungsprogramm, das Studenten aus bildungsfernen Verhältnissen unterstützt, damit sie einen vierjährigen Abschluss in Naturwissenschaften, Technik, Ingenieurwesen oder Mathematik erlangen können (STEM-Felder). Er erwarb einen B.S. in Elektrotechnik an der University of the Pacific im Jahr 1984.
Hernández erlangte den Bachelor in Elektrotechnik an der University of the Pacific in Stockton im Jahre 1984. Mit einem Stipendium studierte er an der University of California, Santa Barbara, wo er 1986 den Master-Titel erreichte.

### Arbeit als Ingenieur
Ab 1987 arbeitete er am Lawrence Livermore National Laboratory in Livermore, wo er schon als Student gearbeitet hatte. Im Jahr 2001 wechselte er zur NASA an das Johnson Space Center in Houston.

### Astronautentätigkeit

#### Auswahl und Ausbildung
Den Entschluss, Astronaut zu werden, traf Hernández schon 1980 in der High School, als er von der Auswahl von Franklin Chang-Diaz hörte, der ebenfalls Hispano-Amerikaner ist.
Nach elfmaliger Ablehnung des Astronautentrainings durch die NASA wurde Hernández im Mai 2004 ausgewählt. Die Grundausbildung mit 10 anderen Bewerbern dauerte bis zum Februar 2006, danach wurde Hernández der Abteilung zugewiesen, die im Kennedy Space Center für Start- und Landevorbereitungen des Space Shuttle zuständig ist.
Im Mai 2007 diente Hernández als Aquanaut während der NEEMO-12-Mission an Bord des Unterwasserlabors Aquarius und lebte und arbeitete elf Tage lang unter Wasser.

#### STS-128
Am 15. Juli 2008 wurde Hernández als Missionsspezialist für den Raumflug STS-128 nominiert. Der Start erfolgte am 29. August 2009, die Landung am 12. September 2009.

## Nach der NASA
Hernández verließ die NASA im Januar 2011 und ging zur Firma MEI Technologies, wo er für internationale Zusammenarbeit zuständig ist.
Bei den Kongresswahlen des Jahres 2012 trat Hernández für die Demokratische Partei im neu zugeschnittenen kalifornischen Wahlbezirk 10 an. Hernandez gab im Wahlkampf seinen Beruf als „Astronaut / Wissenschaftler / Ingenieur“ an, woraufhin er am 21. März 2012 von einer der Republikanischen Partei nahestehenden Firma aus Sacramento verklagt wurde, denn er habe die NASA verlassen und sei nicht mehr als Astronaut tätig. Das oberste Bezirksgericht von Sacramento (Sacramento County Superior Court) entschied jedoch am 29. März, dass Hernandez die Bezeichnung „Astronaut“ zurecht trage. Bei der Wahl am 6. November 2012 unterlag Hernandez mit 46,2 % dem Republikaner Jeff Denham.

## Privates
Im Dezember 2005 gründete Hernández die Stiftung Jose Hernandez Reaching for the Stars Foundation, die die Ausbildung von begabten Jugendlichen fördert.
Hernández ist verheiratet und hat fünf Kinder.

## Filmische Rezeption
Im Jahr 2023 wurde die von der mexikanischen Filmemacherin Alejandra Márquez Abella realisierte Biografie Der Griff nach den Sternen über José Hernández veröffentlicht. Der Film basiert auf seiner Autobiografie Reaching for the Stars.